# Tercio "Don Juan de Austria"
Il 3° Tercio  “Don Juan de Austria” è un'unità di fanteria della Legione spagnola  appartenente all'Ejército de Tierra spagnolo di stanza ad Almería.

## Storia
Il 3° Tercio "Don Giovanni d'Austria", della Legione spagnola è stato creato il 1º gennaio 1940 a Larache nel Protettorato spagnolo del Marocco, con il VII e il IX Bandera dal 2° Tercio "Duque de Alba",  e dall'VIII Bandera del 1° Tercio "Gran Capitan".
Nella lista della rivista del 1º gennaio 1940 includeva 85 ufficiali, 111 sottufficiali e 2.523 soldati per un totale di 2719.
Oggi il Tercio è un'unità amministrativa che può sviluppare missioni operative in caso di crisi formando un di gruppo tattico. Assicura gli aspetti che regolano la vita quotidiana delle unità subordinate, gestisce la logistica, sia del personale in forza che materiale. È organizzato sulla base di uno Comando, Comando Generale e due Bandere di fanteria leggera blindata.

## Missione
Le due Bandere, la VII "Valenzuela" e l'VIII  "Colombo", dotate di veicoli blindati BMR-M1, sono la base operativa della Brigata di manovra, insieme con la X Bandera,  inquadrata nel 4° Tercio "Alejandro Farnesio". La sua missione è quella di occupare e difendere l'obiettivo, sia con azioni offensive e difensive caratterizzate da velocità, flessibilità e fluidità.

## Organico
Ogni bandera è composta da Comando, tre compagnie di fanteria leggera blindate da una compagnia di sostegno composta da sezioni di difesa anticarro, mortai pesanti, ricognizione, trasmissioni, difesa aerea e comando e di osservazione, più una Compagnia servizi responsabile del supporto logistico nella manutenzione, fornitura e servizi igienico-sanitari.

## I comandanti del Tercio
- Col. D. Pedro María Andreu Gallardo,	15 ottobre 1995-15 ottobre 1997
- Col. D. Manuel Julián García Moreno,	15 ottobre 1997-15 ottobre 1999
- Col. D. Francisco Manuel Morala Albadalejo,	15 ottobre 1999-19 dicembre 2001
- Col. D. Vicente Bataller Alventosa,	19 dicembre 2001-20 dicembre 2003
- Col. D. Adolfo Orozco López,	20 dicembre 2003-19 dicembre 2005
- Col. D. José Antonio Alonso Miranda,	20 dicembre 2006- dicembre 2007
- Col. D. Pedro Perez Garcia, 	dicembre 2007 - dicembre 2009
- Col. D. Jose Rodríguez García, dicembre 2009-